# پطروس پالیان
پطروس پالیان (ارمنی: Պետրոս Պալեան؛ انگلیسی: Peros Palian زاده ۱ مه ۱۹۳۱ در تهران – درگذشته ۱۵ مارس ۲۰۲۳ در لس‌آنجلس) فیلم‌بردار ارمنی‌تبار اهل ایران بود.

## زندگی‌نامه
در ۱ مه ۱۹۳۱ (۱۰ اردیبهشت ۱۳۱۰ خورشیدی) در تهران به دنیا آمد پس از گذراندن دوره سینمایی شعبه دانشگاه سیراکیوس در تهران به سال ۱۹۵۳ (۱۳۳۲) از ابتدا در دیانا فیلم و سپس در اداره کل هنرهای زیبای کشور به عنوان فیلمبردار خبری و آثار مستند مشغول به کار شد. از میان مهم‌ترین فیلم‌های مستندی که فیلمبردارشان بود به شقایق سوزان به کارگردانی هوشنگ شفتی و طلوع جدی به کارگردانی (احمد فاروقی قاجار در ۱۹۶۳ (۱۳۴۲) اشاره کرد. شقایق سوزان یکی از آثار ماندگار مستند در زمینه مردم‌شناسی بر محور زندگی ایل بختیاری است و طلوع جدی اثری متفاوت که گردشی در کوچه‌ها و محله‌ها و مکان‌های تاریخی اصفهان همراه با پسرکی بازیگوش. پالیان از ۱۹۵۹ (۱۳۳۸) با فیلم هالو ساخته حسین امیرفضلی به سینمای حرفه‌ای روی آورد. پس از فیلمبرداری شیطان برای اکبر صادقی ۱۹۷۹ (۱۳۵۸) به ایالات متحده آمریکا رفت و آنجا را به عنوان محل اقامت برگزید وی هم‌اکنون ساکن ایالت کالیفرنیا است. وی بیش از ده عنوان فیلم بلند را در کارنامه اش ثبت کرد. شب قوزی (فرخ غفاری، ۱۹۶۴(۱۳۴۳) و سیاوش در تخت جمشید (فریدون رهنما، ۱۹۶۷ (۱۳۴۶) از مهم‌ترین آثار سینمایی است که پالیان فیلمبرداری اش را بر عهده داشت

## درگذشت
در ۱۵ مارس ۲۰۲۳ (۲۴ اسفند ۱۴۰۱) در سن ۹۱ سالگی در لس‌آنجلس درگذشت.

## فیلم‌شناسی

### فیلم‌های مستند و کوتاه
پان آمریکن، تارهای پشم، چهره‌ها و رنگ‌ها، رقص‌های محلی خراسان، شقایق سوزان، شهر تهران، طلوع جدی، موزه‌های ایران، ...

### سینمایی
| عنوان فیلم              | سال  | کارگردان                 | فیلمبردار | مدیر فیلمبرداری | تهیه‌کننده | یادداشت |
| ----------------------- | ---- | ------------------------ | --------- | --------------- | --------- | ------- |
| هالو                    | ۱۳۳۸ | حسین امیرفضلی            | آری       |                 |           |         |
| شد شد، نشد نشد          | ۱۳۳۹ | هوشنگ شفتی و احمد افسانه | آری       |                 |           |         |
| شب قوزی                 | ۱۳۴۳ | فرخ غفاری                | آری       |                 |           |         |
| سیاوش در تخت جمشید      | ۱۳۴۶ | فریدون رهنما             | آری       |                 |           |         |
| یک اصفهانی در نیویورک   | ۱۳۵۱ | شاءاله ناظریان           |           | آری             | آری       |         |
| یاران                   | ۱۳۵۳ | محمد دلجو و امیر مجاهد   | آری       |                 |           |         |
| هیاهو                   | ۱۳۵۳ | محمد صفار                | آری       |                 |           |         |
| علف‌های هرز              | ۱۳۵۵ | محمد دلجو و امیر مجاهد   | آری       |                 |           |         |
| شارلوت به بازارچه می‌آید | ۱۳۵۶ | عباس جلیلوند             | آری       |                 |           |         |
| این گروه محکومین        | ۱۳۵۶ | هادی صابر                |           | آری             |           |         |
| ساخت ایران              | ۱۳۵۷ | امیر نادری               |           | آری             |           |         |
| شمر                     | ۱۳۵۹ | اکبر صادقی               | آری       |                 |           |         |

## جوایز و افتخارات
فیلم طلوع جدی در ۱۳۴۳ خورشیدی (۱۹۶۴ میلادی) جایزه بهترین فیلم برای جوانان را در جشنواره کن به دست آورد و همچنین پلاک نقره جشنواره کارتاژ تونس را نیز گرفت. در دوره پنجم جشنواره سینمایی سپاس در سال ۱۳۵۲ خورشیدی (۱۹۷۳ میلادی) پالیان بخاطر فیلمبرداری فیلم یک اصفهانی در نیویورک برنده مجسمه سپاس بهترین فیلم‌برداری رنگی شد.